# ترامواي مستغانم
ترامواي مستغانم هو قطار المدينة وأحد شبكات النقل العصرية التي تخدم مدينة مستغانم وضواحيها، تّشغله شركة تسيير خطوط الترامواي (SETRAM). يبلغ طوله 14.2 كم بـ 24 محطة يمتد من خروبة باتجاه المحطة البرية الجديدة من جهة ونحو ثانوية وكراف من جهة أخرى.
تم تدشين ترامواي مستغانم يوم 18 فبراير 2023 من طرف وزير النقل و دخل الخدمة التجارية للمواطنين يوم 19 فيفري 2023.

## الدراسة
الدراسة التي أطلقتها مؤسسة مترو الجزائر والتي أسندت مهمة إنجازها إلى مكتب الدراسات التركي يوكسل بروج YUKSEL PROJE، قد سمحت بتحديد المسار الأكثر كثافة، والذي يتضمن خطين يمتدان من الشمال إلى خروبة قُبالة الجامعة إلى الجنوب باتجاه حي سلامندر حيث نهاية الخط التي تقابلها ثانوية وكراف محمد على طول خط من 14.2 كلم.

## الإنجاز
أُسندت صفقة إنجازه إلى المجمع الإسباني- الفرنسي كورسان إيزولوكس CORSAN ISOLUX وألستوم ALSTOM، هي في طور الإنجاز.
وقد انطلقت أشغال إنجاز ترامواي مستغانم في 17 سبتمبر 2013. حددت مدة الإنجاز حوالي 40 شهرًا ، وتقدر التكلفة بنحو 24.34 مليار دينار جزائري ، أي أكثر من 240 مليون يورو.
تم برمجة اشغال التهيئة الحضرية بالموازاة مع أشغال إنجاز الخط الأول لترامواي مستغانم، وكذا الواجهات على طول الخط والتي ستعطي وجها جديد لمدينة مستغانم. المكان المحدد لإنجاز مركز الصيانة على مساحة 12 هكتار يتواجد في الجنوب الشرقي لمدينة مستغانم
في المكان المسمى بصلمندر.
في أعقاب إفلاس شركة كورسان إيزولوكس، توقفت أعمال البناء في الترام منذ عام 2016. وصدر إعلان مناقصة جديد لاستئناف العمل بحلول نهاية عام 2017. استأنفت مجموعة كوسيدار أعمال البناء. من هذا المشروع في 2018.
في يوليو 2020 ، أعلن وزير النقل بدء التشغيل التجاري في مارس 2021.
في 9 يناير 2023 عقد اجتماع يخص مشروع ترامواي مستغانم، لضبط المواعيد النهائية لدخوله حيز الخدمة فعليا ونقل المواطنين. و حضر هذا الاجتماع حسب بيان ولاية مستغانم على صفحتها في “فايسبوك”، الرئيس المدير العام لشركة ميترو الجزائر EMA، المدير العام لشركة CITAL و مدير وحدة شركة سيترام لتسيير خطوط ترامواي SETRAM ، أين وضعت الترتيبات الأخيرة لدخول قطار مدينة مستغانم حيز الخدمة فعليا ونقل المواطنين قبل حلول شهر رمضان المبارك أي نهاية شهر مارس.

## المحطات

### الخط الأول L1
|  |   |  | المحطات                         | البلديات | شبكات ذات صلة                     |
|  | - |  | ------------------------------- | -------- | --------------------------------- |
|  | ● |  | الخروبة                         | مستغانم  |                                   |
|  | ● |  | معهد التربية البدنية و الرياضية | مستغانم  |                                   |
|  | ● |  | الحي الجامعي الخروبة            | مستغانم  |                                   |
|  | ● |  | كلية الطب                       | مستغانم  |                                   |
|  | ● |  | حي السلام                       | مستغانم  |                                   |
|  | ● |  | مدرسة الحماية المدنية           | مستغانم  |                                   |
|  | ● |  | الحي الجامعي بن يحيى بلقاسم 2   | مستغانم  |                                   |
|  | ● |  | الحي الجامعي بن يحيى بلقاسم 1   | مستغانم  |                                   |
|  | ● |  | تجديت                           | مستغانم  |                                   |
|  | ● |  | مستشفى تجديت                    | مستغانم  |                                   |
|  | ● |  | شارع جيش التحرير                | مستغانم  |                                   |
|  | ● |  | حي العرسة                       | مستغانم  |                                   |
|  |   |  | محطة القطار                     | مستغانم  | محطة السكك الحديدية - الخط الثاني |
|  | ● |  | حي خميستي                       | مستغانم  |                                   |
|  | ● |  | حي الشيخ حمادة                  | مستغانم  |                                   |
|  | ● |  | حي قوعيش الشارف                 | مستغانم  |                                   |
|  | ● |  | حي بن جليجل قدور                | مستغانم  |                                   |
|  | ● |  | طريق الميناء                    | مستغانم  |                                   |
|  | ● |  | صلامندر                         | مستغانم  |                                   |
|  |   |  |                                 |          |                                   |

### الخط الثاني L2
|  |   |  | المحطات               | البلديات | شبكات ذات صلة                 |
|  | - |  | --------------------- | -------- | ----------------------------- |
|  | ● |  | محطة القطار           | مستغانم  | محطة السكك الحديدية - الخط L1 |
|  | ● |  | حي عبان رمضان         | مستغانم  |                               |
|  | ● |  | حي 5 جويلية 1962      | مستغانم  |                               |
|  | ● |  | المحطة البرية الجديدة | مستغانم  |                               |

## مقالات ذات صلة
- ترامواي وهران
- ترامواي قسنطينة
- مترو الجزائر
- ألستوم